# Netelia ocelliger
Netelia ocelliger är en stekelart som först beskrevs av Embrik Strand 1915.  Netelia ocelliger ingår i släktet Netelia och familjen brokparasitsteklar. Inga underarter finns listade i Catalogue of Life.